# Саррателья
Саррателья, Ла-Серрателья (ісп. Sarratella (офіційна назва), валенс. La Serratella) — муніципалітет в Іспанії, у складі автономної спільноти Валенсія, у провінції Кастельйон. Населення — 102 особи (2010).

## Географія
Муніципалітет розташований на відстані близько 320 км на схід від Мадрида, 36 км на північ від міста Кастельйон-де-ла-Плана.

## Демографія
Динаміка населення (INE ):